# Evangelische Kirche (Nieder-Gemünden)

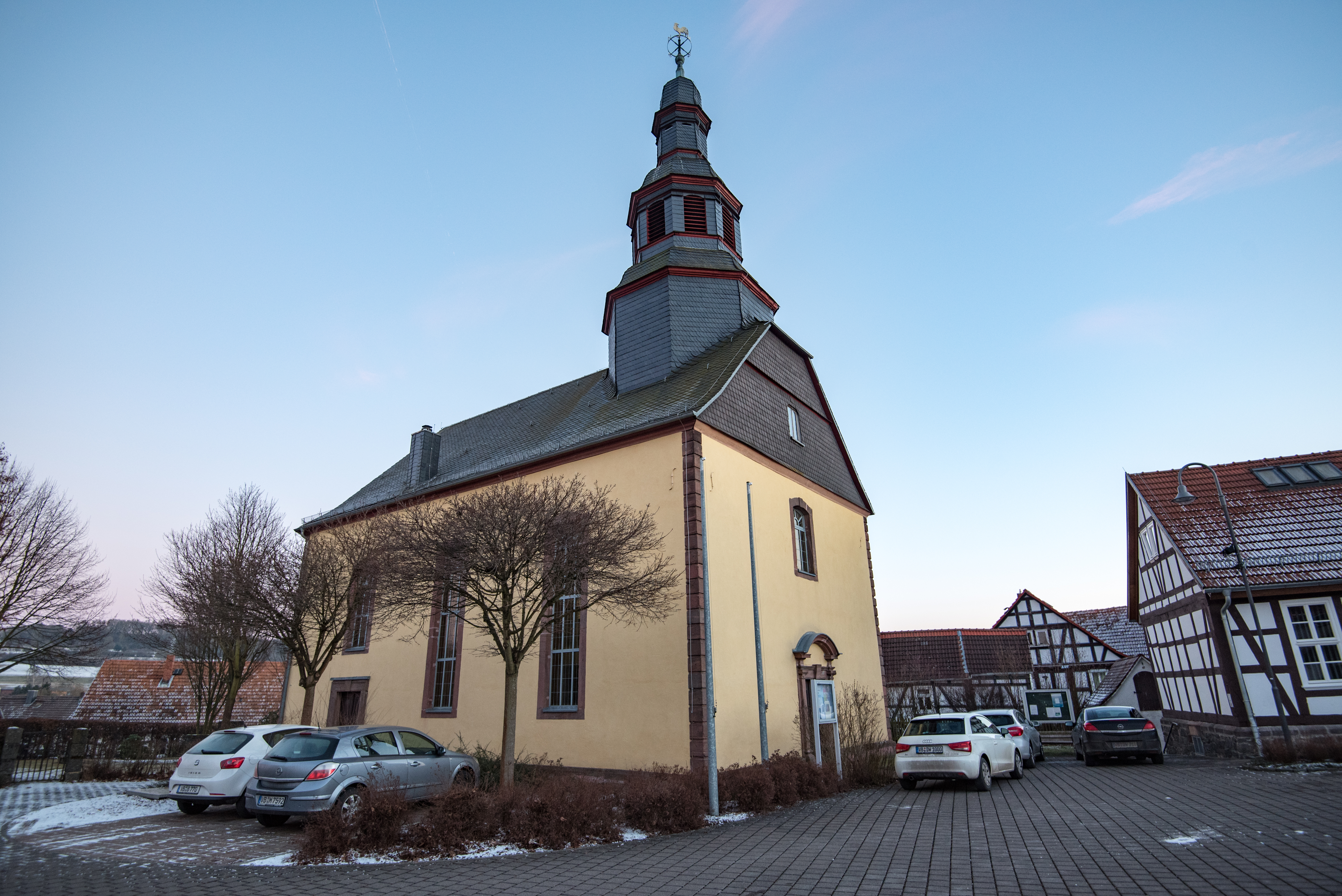
Evangelische Kirche (Nieder-Gemünden)

Die evangelische Kirche Nieder-Gemünden ist ein denkmalgeschütztes Kirchengebäude, das im Ortsteils Nieder-Gemünden der Gemeinde Gemünden (Felda) im Vogelsbergkreis (Hessen) steht. Die Kirche gehört zur Katharinengemeinde Gemünden im Dekanat Vogelsberg in der Propstei Oberhessen der Evangelischen Kirche in Hessen und Nassau.

## Beschreibung
Schon 1227 gab es am Ort eine Kirche. Nachdem diese einzustürzen drohte, wurde 1755 mit dem Bau einer neuen Kirche begonnen, die am 30. Oktober 1756 eingeweiht wurde. Die verputzte und mit Ecksteinen versehene Saalkirche hat einen dreiseitigen Abschluss im Osten. Die Laibungen der Fenster und der Portale bestehen aus Sandstein. Aus dem Satteldach des Kirchenschiffs erhebt sich im Westen ein achteckiger Dachreiter, der sich verjüngt in einen Bereich mit Klangarkaden, hinter denen sich der Glockenstuhl befindet, in dem drei Kirchenglocken hängen. Zwei wurde aus der Vorgängerkirche übernommen, von denen im Zweiten Weltkrieg eine abgeliefert wurde. Die dritte Kirchenglocke wurde 1861 angeschafft, auch sie wurde im Zweiten Weltkrieg eingeschmolzen. Die verloren gegangenen Glocken wurden 1950 ersetzt. Bekrönt ist der Dachreiter mit einer Laterne. Die Kirchenausstattung stammt aus dem 18. Jahrhundert. 1760 erhielt die Kirche eine von Johann Andreas Heinemann gebaute Orgel mit 11 Registern, einem Manual und Pedal.